# Саудівська Аравія на літніх Олімпійських іграх 1992
Саудівська Аравія брала участь у Літніх Олімпійських іграх 1992 року у Барселоні (Іспанія) уп'яте за свою історію, але не завоювала жодної медалі.